# Daria Pikulik
Daria Pikulik (Skarżysko-Kamienna, 6 de janeiro de 1997) é uma desportista polaca que compete no ciclismo nas modalidades de pista e rota.
Ganhou uma medalha de bronze no Campeonato Mundial de Ciclismo em Pista de 2020 e duas medalhas no Campeonato Europeu de Ciclismo em Pista, prata em 2016 e bronze em 2017.
Participou nos Jogos Olímpicos de Verão de 2016, ocupando o 8.º lugar na prova de perseguição por equipas.

## Medalheiro internacional
| Campeonato Mundial | Campeonato Mundial      | Campeonato Mundial | Campeonato Mundial      |
| Ano                | Lugar                   | Medalha            | Competição              |
| ------------------ | ----------------------- | ------------------ | ----------------------- |
| 2020               | Berlim ( Alemanha)      | Medalha de bronze  | Omnium                  |
| Campeonato Europeu |                         |                    |                         |
| Ano                | Lugar                   | Medalha            | Competição              |
| 2016               | Saint-Quentin ( França) | Medalha de prata   | Perseguição por equipas |
| 2017               | Berlim ( Alemanha)      | Medalha de bronze  | Perseguição por equipas |

## Palmarés
2018
- 3.ª no Campeonato da Polónia de Ciclismo em Estrada [3]